# Chris Ikonomidis
Chris Ikonomidis (en griego: Χριστόφορος Οικονομίδης; Sídney, Australia, 4 de mayo de 1995) es un futbolista de Australia que juega en la posición de mediocampista, y que milita en el Melbourne Victory de la A-League.

## Clubes
| Club                                | País      | Año       |
| ----------------------------------- | --------- | --------- |
| SS Lazio                            | Italia    | 2015-2018 |
| → US Salernitana 1919 (cedido)      | Italia    | 2016      |
| → Aarhus GF (cedido)                | Dinamarca | 2016-2017 |
| → Western Sydney Wanderers (cedido) | Australia | 2017-2018 |
| Perth Glory                         | Australia | 2018-2021 |
| Melbourne Victory                   | Australia | 2021-     |

## Selección nacional
En 2013 Paul Okon lo convocó para Australia sub-20 para el Torneo COTIF en Valencia y para el campeonato sub-19 de la AFC 2014, torneo donde solo jugó el partido ante EAU sub-20. También jugó para los Olyroos en el Campeonato Sub-22 de la AFC 2013 en Omán (que terminaría jugándose en 2014), donde jugó ante Kuwait sub-23 y Japón sub-23.
El 11 de marzo de 2015 Ange Postecoglou convoca a Ikonomidis para los partidos amistosos ante Alemania y Macedonia de ese mes sin haber tenido partidos como profesional. Entr+o de cambio por Nathan Burns ante Macedonia en Skopie el 30 de marzo en su primer partido. Jugaría por primera vez un partido oficial el 3 de septiembre de 2015 por la clasificación de AFC para la Copa Mundial de Fútbol de 2018, donde fue reemplazado al minuto 61 en la victoria por 5–0 ante Bangladés en Perth Oval.
Ikonomidis volvió a jugar con los Olyroos en el Campeonato Sub-23 de la AFC 2016, y luego sería cedido al Salernitana.
El 30 de diciembre de 2018 Ikonomidis anotó su primer gol con Australia ante Omán en un partido amistoso en Emiratos Árabes Unidos..

## Palmarés

### Títulos nacionales
| Título   | Club              | País      | Año     |
| -------- | ----------------- | --------- | ------- |
| A-League | Perth Glory       | Australia | 2018-19 |
| FFA Cup  | Melbourne Victory | Australia | 2021    |

### Distinciones individuales
| Distinción                              | Año     |
| --------------------------------------- | ------- |
| Futbolista Joven del Año de la A-League | 2018-19 |
| Equipo Ideal de la A-League             | 2018-19 |